# Alpes Uraneses
Os Alpes Uraneses (em francês:  Alpes Uranaises,  em italiano:  Alpi Urane, e em alemão:  Urner Alpen) é um maciço montanhoso que faz parte dos Alpes Ocidentais na sua secção dos Alpes Berneses (Suíça) e encontra-se no  Cantão do Valais, Cantão de Berna,  no Cantão de Nidwald, no Cantão de Lucerna e principalmente no no Cantão de Uri, donde o nome. O ponto mais alto é o Dammastock com 3630 m.
O nome destes cadeia alpina tem origem no nome do cantão de Uri. Inclui entre os seus maciços  a parte setentrional do Maciço de São Gotardo.

## Situação
A Norte e a Nordeste ficam os Pré-Alpes de Lucerna e de Unterwalden , a Sul os Alpes do Monte Leone e do São Gotardo, e a Sudeste os Alpes Berneses em sentido restrito.
À sua volta encontra-se o Colo da Furka, o Colo de Grimsel, o Rio Aar, Interlaken, Engelberg, Isenthal, Altdorf, Rio Reuss, e Andermatt.

## SOIUSA
A Subdivisão Orográfica Internacional Unificada do Sistema Alpino (SOIUSA) criada em 2005, dividiu os Alpes em duas grandes partes:Alpes Ocidentais e Alpes Orientais, separados pela linha formada pelo  Rio Reno - Passo de Spluga - Lago de Como - Lago de Lecco.
O conjunto dos Alpes Uraneses, dos Alpes de Berna, e dos Alpes de Vaud, formam os Alpes Berneses

### Classificação  SOIUSA
Segundo a SOIUSA este acidente orográfico é uma Sub-secção alpina  com as seguintes características
- Parte = Alpes Ocidentais
- Grande sector alpino = Alpes Ocidentais-Norte
- Secção alpina = Alpes Berneses
- Sub-secção alpina =  Alpes Uraneses
- Código = I/B-12.I

## Imagens

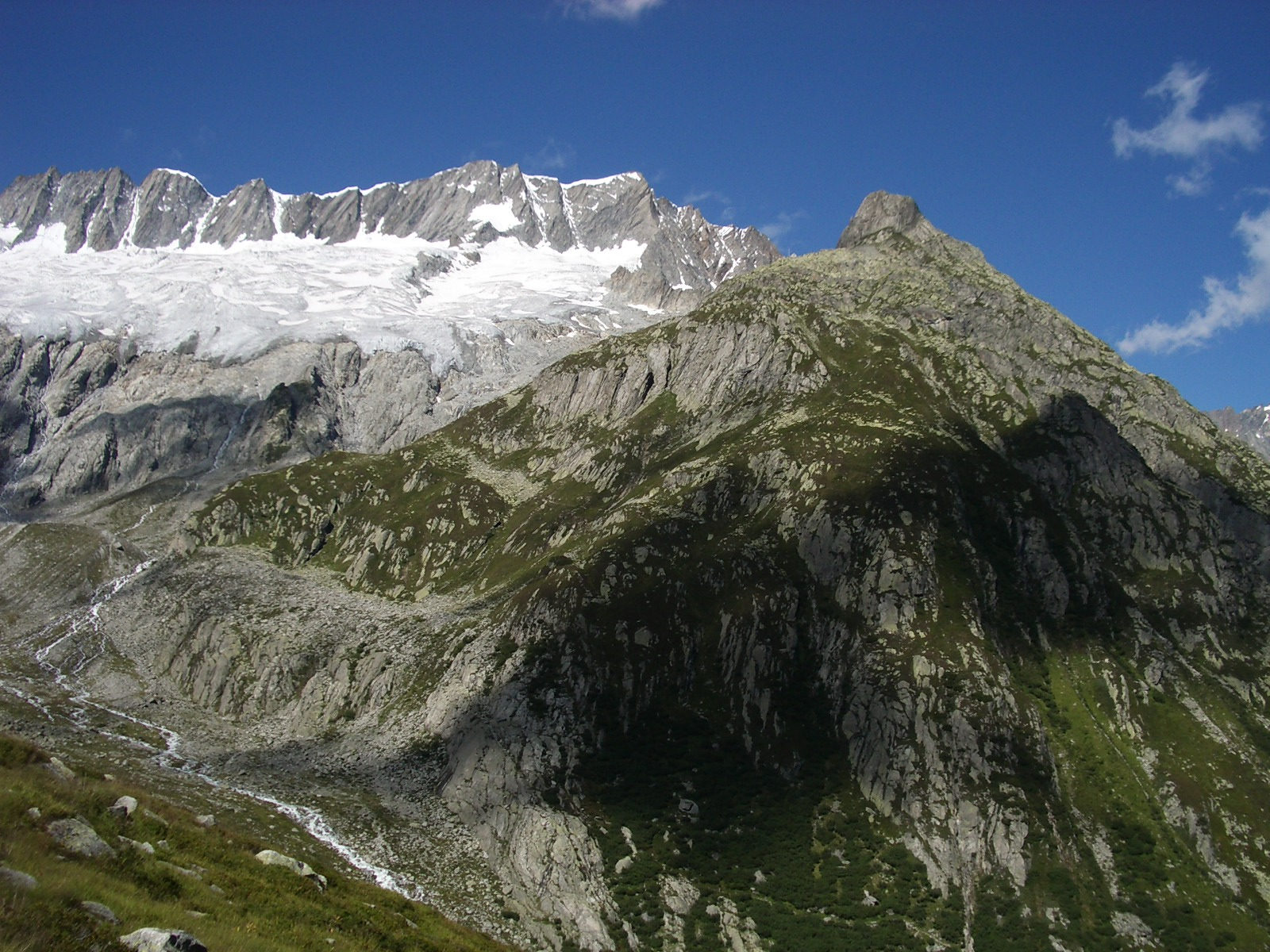
O monte e o glaciar Damma
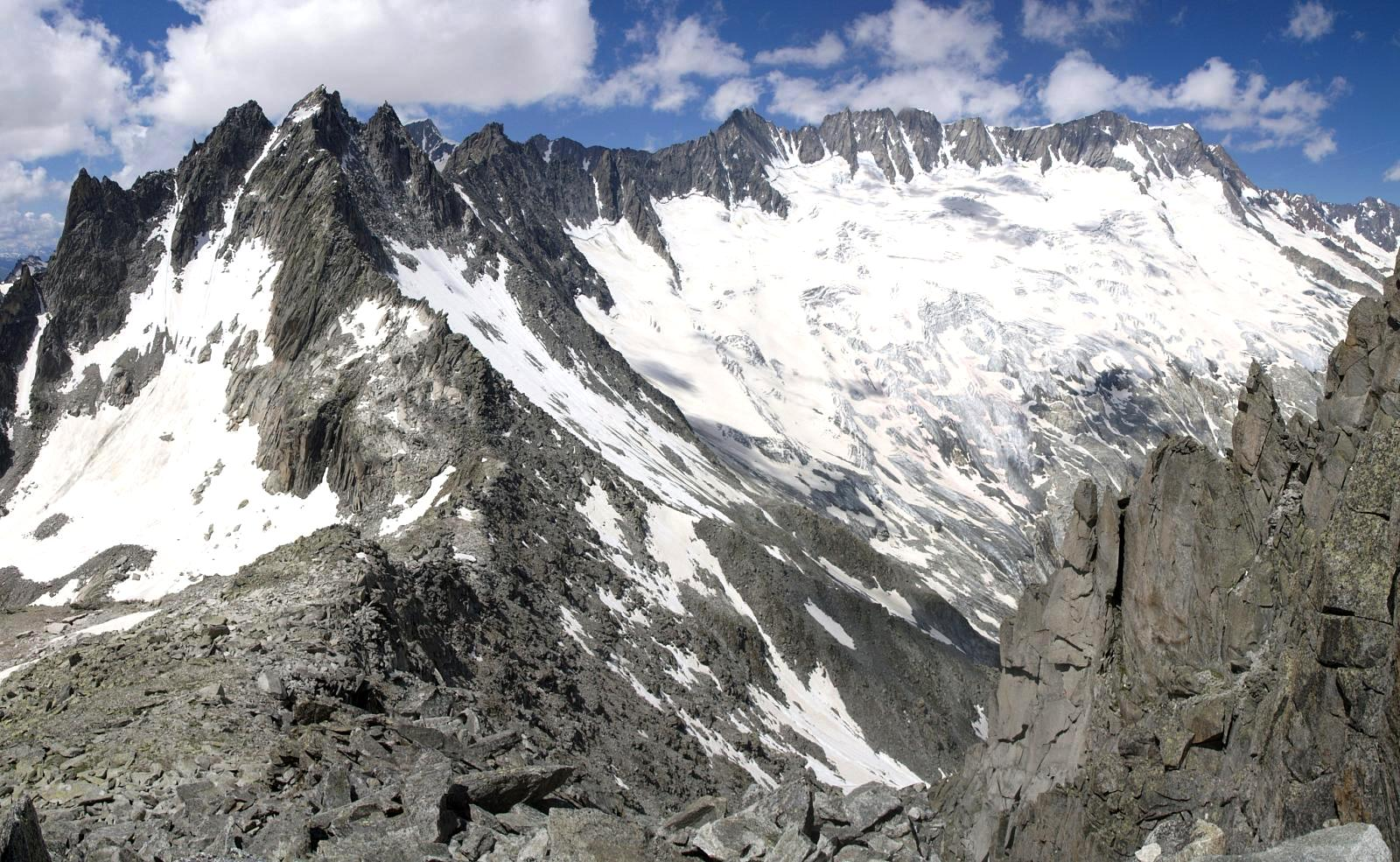
Idem